# Захчины
Захчи́ны (монг. захчин — «окраинные») — одна из групп в составе ойратов, ныне проживающая в Западной Монголии (Кобдоский аймак). Численность 32 845 чел. (1,2% всего населения страны, перепись 2010), седьмая по величине этническая группа Монголии). Говорят на захчинском говоре ойратского (ойрат-калмыцкого) языка, также на монгольском (халха) языке. Верующие — буддисты, часть придерживается традиционных верований.

## История
Этноним «захчины» появился в конце XVII века как обозначение группы, в состав которой вошли по несколько десятков семей из числа торгутов, дербетов и халха, выделенных джунгарскими правителями для охраны границ (отсюда название «окраинные»). После разгрома Джунгарского ханства в 1758 году из захчинов, перешедших на сторону маньчжур, был образован отдельный хошун и затем самостоятельное «знамя» во главе с зайсангом, в то время как остальные были подчинены китайской администрации Кобдо.
Современные захчины сохраняют отдельные черты традиционной культуры.
Избранный в 2009 году президентом Монголии Цахиагийн Элбэгдорж принадлежит к народности захчин. Также захчином по национальности является бывший (2008—2012) председатель Великого Государственного Хурала Монголии Дамдины Дэмбэрэл.

## Родовой состав
В составе захчинов представлены следующие этнические подразделения (элкэн): хэрээд, бугунуд, харчин, харнууд, хиргис, хар хуухний, шангасынхан, багшийнхан, хар азаргынхан, утаанхан, тахианхан, донжаанхан, тогонбаанхан, хавзаанхан, эмчийнхан, данжинаахан, хурдийн, шуурдаанхан, турд тараачин, мухлайнхан, цог-ёндогийн, алтан шаргалдаагынхан, жанавангийнхан, гуулин, жужийнхэн, зээгийн, таваг зааныхан, тарвагтайнхан, шаахлынхан, галун тавагынхан, унгшаанхан, аатийнхан, аргальчийнхан, бооронхуугийн, цанхарынхан, хуу ноёдаанхан, улаадайнхан, шамбийнхан, мангдайнхан, абсаанхан, баяранхан, дархан, бууч, заргачин, анчин, аажуудайнхан, адагсынхан, чаамгийнхан, хурмаштынхан, бох зайсангинхан, турдаанхан, хулгайч, тостынхон, ондогийнхон.